# Pěchava
Pěchava (Sesleria) je rod trav, tedy jednoděložných rostlin z čeledi lipnicovitých (Poaceae). Jedná se o vytrvalé byliny. Jsou zpravidla trsnaté. Stébla jsou 10–70 cm vysoká. Listy jsou ploché nebo zřasené až svinuté, úzké (0,4–6 mm), na vnější straně listu se při bázi nachází jazýček. Květy jsou v kláscích, které tvoří silně staženou latu nebo jsou v lichoklasech. Klásky často namodralé, našedlé až bělavé. Klásky obsahují 2-6 květů. Plevy jsou 2, přibližně stejné nebo trochu nestejné, zašpičaté, krátce osinaté nebo bez osin. Pluchy často 2-5zubé a zuby jsou zakončené krátkou osinou, plušky dvoukýlné, bez osin. Vřeteno klásku je za zralosti rozpadavé. Plodem je obilka. Na světě je známo asi 25 druhů, rozšířené v Evropě a Z Asii.

## Druhy rostoucí v Česku
V České republice jsou domácí 2 druhy z rodu pěchava: pěchava vápnomilná (Sesleria caerulea, syn.: S. albicans, S. calcaria, S. varia). Je to typický druh skal, zvláště vápencových, řidčeji roste i ve vápnomilných lesích. Pěchava slatinná (Sesleria uliginosa) roste na slatinných loukách, ale její výskyt v ČR je omezen na stř. a v. Čechy a Opavsko, jinde chybí. Je to silně ohrožená rostlina-C2. V těsném okolí našich hranic však můžeme narazit na další 2 druhy, a to na pěchavu tatranskou (Sesleria tatrae), která roste na polské straně pohoří Králický Sněžník. Na slovenské straně Bílých Karpat roste pěchava Sadlerova (Sesleria sadlerana).